# Franck Lafitte
Franck Lafitte (ur. 8 marca 1989 w Saint-Martin-d’Hères) – francuski siatkarz, grający na pozycji środkowego, reprezentant Francji. Od sezonu 2016/2017 występuje w drużynie Paris Volley.

## Sukcesy klubowe
Mistrzostwo Francji:
- 2016

## Sukcesy reprezentacyjne
Mistrzostwa Europy Juniorów:
- 2008[2]

Igrzyska Śródziemnomorskie:
- 2013

Liga Światowa:
- 2015
- 2016

Liga Narodów:
- 2018

Memoriał Huberta Jerzego Wagnera:
- 2015

Mistrzostwa Europy:
- 2015[3]